# Blastobàsids
Els blastobàsids (Blastobasidae) són una família de lepidòpters ditrisis pertanyents a la superfamília Gelechioidea. Inclou 377espècies que es poden trobar gairebé en qualsevol part del món, encara que en alguns llocs on no eren natives han estat introduïdes pels éssers humans.

## Característiques
Els adults són generalment petits i prims que, a primera vista, manquen de característiques conspícues i evidents. L'entomòleg Edward Meyrick una vegada va descriure el grup com "decididament la família menys atractiva de Lepidoptera". La seva coloració sol ser de color marró vermellós, sense ratlles nítides ni taques grans.
El cap és suau, amb unes antenes moderadament llargues (lleugerament més de la meitat que les anteriors) que estan situades a la meitat del cap. La base de l'antena presenta un petit raspall de pèls densos i és plana, amb una part concava inferior i pot cobrir part dels ulls compostos. Els Blastobasidae tenen les peces bucals ben desenvolupades i moderadament especialitzades, amb palps de 4 segments, pals labials llargs i una probòscide llarga amb una base escamosa.

## Gèneres
| - Agnoea - Asaphocrita - Auximobasis - Blastobasis - Blastobasoides - Calosima - Coniogenes - Critoxena - Docostoma - Eubolepia - Euresia - Exapateter - Exinotis - Holcocera - Holcocerina - Holcoceroides | - Homothamnis - Iconisma - Lateantenna - Mastema - Megaceraea - Metallocrates - Neoblastobasis - Oroclintrus - Pigritia - Prosintis - Pseudohypatopa - Pseudopigritia - Syncola - Syndroma - Tecmerium - Xenopathia |